# Canal de Kiel
El canal de Kiel (en alemán: Nord-Ostsee-Kanal, pronunciación: /nɔʁtˈʔɔstzeːkaˌnaːl/ⓘ, denominado abreviadamente NOK, que en español sería "canal del mar nordeste"), conocido hasta 1948 como el canal Emperador Guillermo (Kaiser-Wilhelm-Kanal), es un largo canal artificial de 98 km de longitud que comunica el mar Báltico, en Kiel-Holtenau, con el mar del Norte, en Brunsbüttel, atravesando el estado federado de Schleswig-Holstein (Alemania).
Se ahorran de promedio unas 250 millas náuticas (460 km) utilizando el canal, en lugar de bordear la península de Jutlandia. Esto no solo ahorra tiempo, sino que también evita las potencialmente peligrosas tormentas habituales en esos mares. Según el sitio web del canal, es la vía marítima artificial más utilizada en el mundo, habiendo sido cruzado en 2007 por más de 43 000 barcos, sin contar las pequeñas embarcaciones.
Además de sus dos entradas marinas, el canal está conectado, en Oldenbüttel, con el navegable río Eider por el corto canal de Gieselau.

## Historia

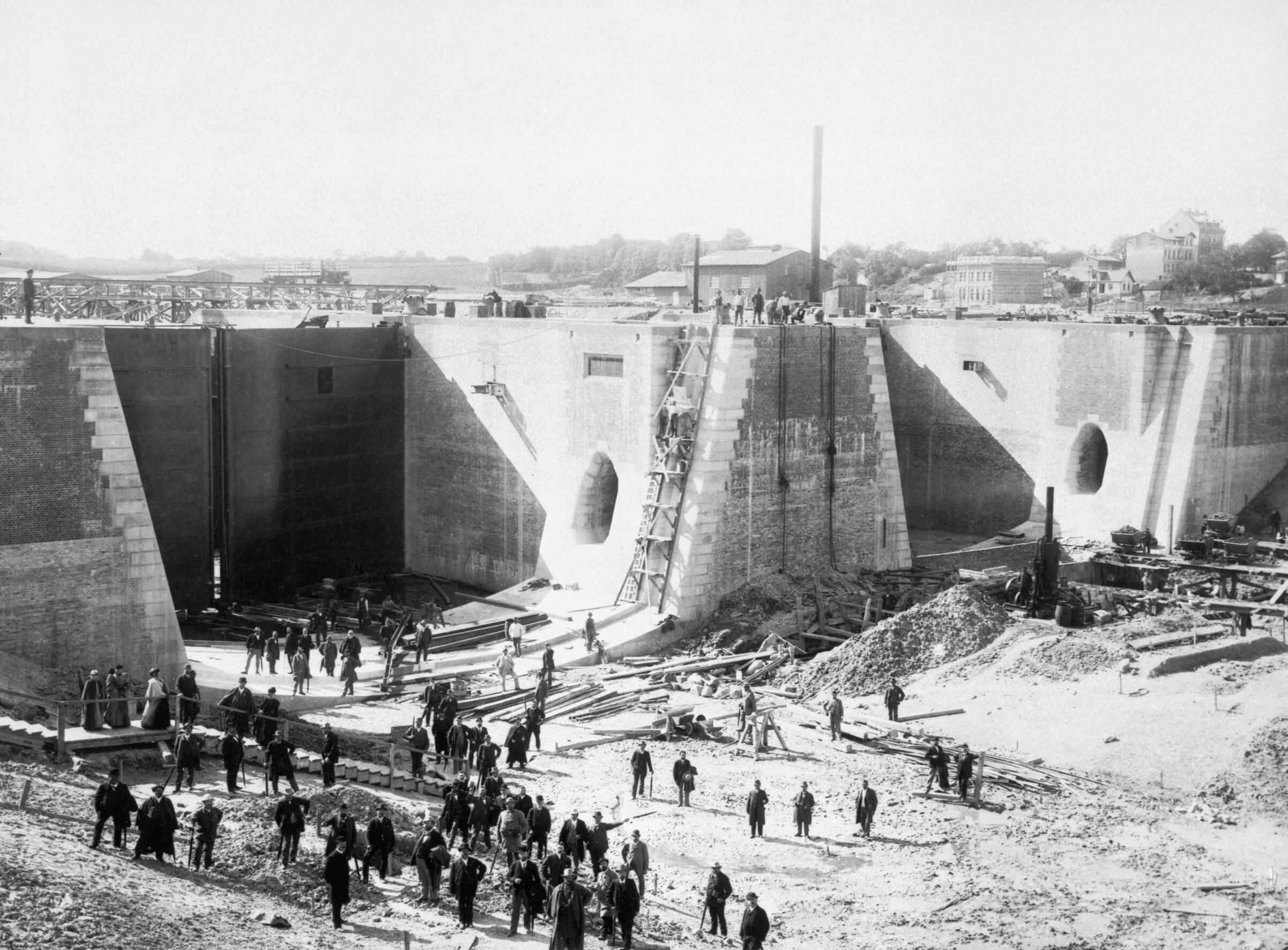
Imagen de la construcción del canal de Kiel, entre 1887 y 1895.

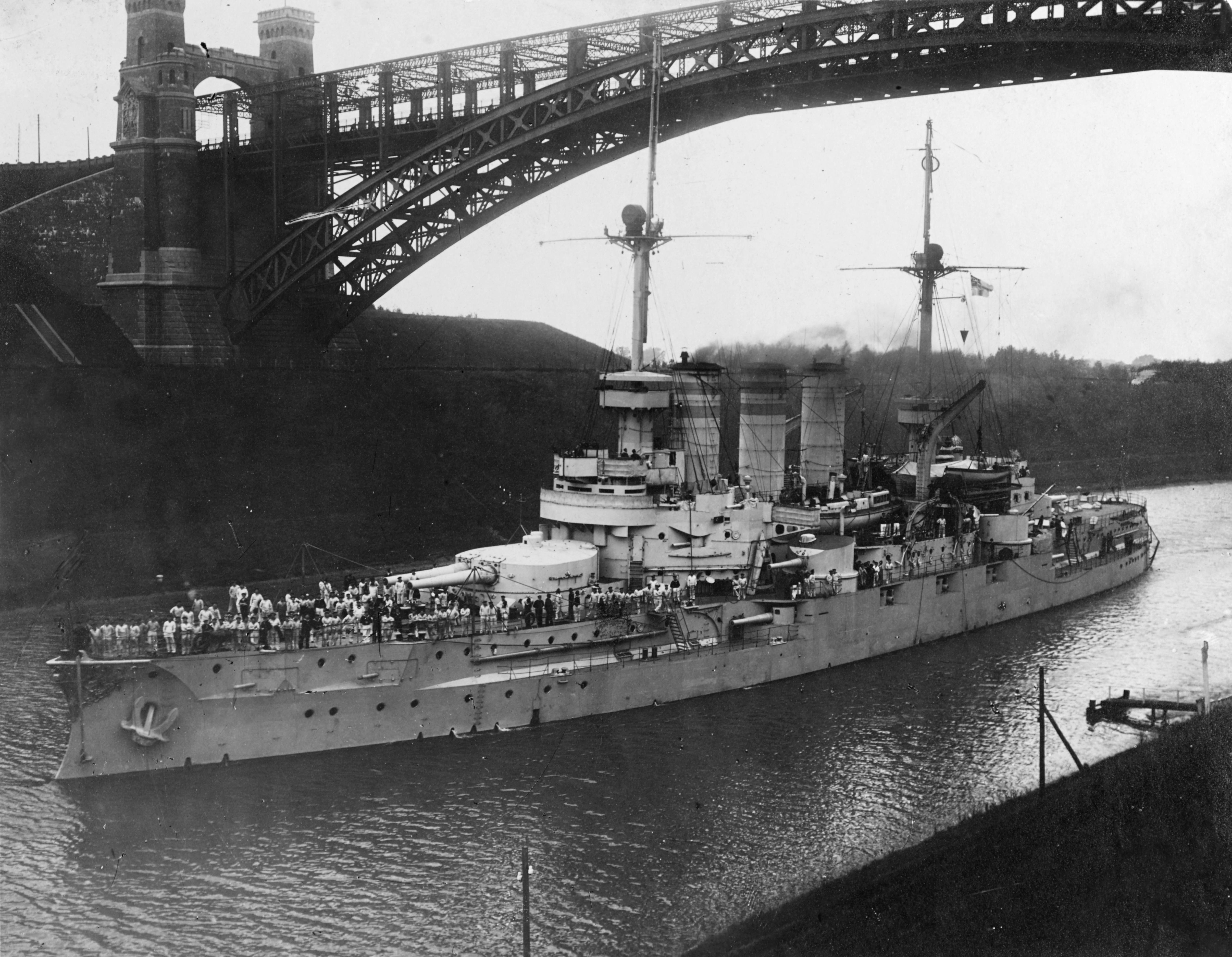
Un acorazado alemán, el SMS Lothringen cruzando el canal de Kiel en algún momento entre 1906 y 1914, antes de la Primera Guerra Mundial.

El canal tal como se muestra en una carta náutica de 1920.

La primera conexión entre el mar del Norte y el mar Báltico fue construida mientras la región estaba gobernada por Dinamarca-Noruega. Se llamó canal de Eider, ya que utilizaba tramos del río Eider para el enlace entre ambos mares. El Eiderkanal se completó en 1784 durante el reinado de Cristián VII de Dinamarca y tenía 43 km, parte de la vía navegable de 175 km de largo desde Kiel a la boca del río Eider en Tönning, en la costa oeste. Tenía solamente 29 m de ancho con una profundidad de 3 m, lo que limitaba la utilización del canal a veleros de menos de 300 toneladas de desplazamiento.
Durante el siglo XIX, después de que Schleswig-Holstein pasara a formar parte de Prusia (desde 1871, en el Imperio Alemán), y después de la Segunda Guerra de Schleswig en 1864, una combinación de intereses navales —la Marina Imperial alemana quería unir sus bases en el Báltico y en el mar del Norte, sin necesidad de navegar alrededor de Dinamarca— y la presión comercial fomentaron el desarrollo de un nuevo canal.
En junio de 1887, se iniciaron las obras de construcción en Holtenau, cerca de Kiel. El canal tuvo más de 9000 trabajadores en los ocho años que tardó en construirse. El 20 de junio de 1895 el canal fue inaugurado oficialmente por el Kaiser Guillermo II, navegando desde Brunsbüttel a Holtenau. Al día siguiente, se celebró una ceremonia en Holtenau, donde Guillermo II lo bautizó como el canal Kaiser Wilhelm (en honor del Kaiser Guillermo I), y puso la última piedra. Para financiar la construcción el káiser Guillermo había introducido un impuesto al vino espumoso (Schaumweinsteuer). La apertura del canal fue filmada por el director británico Birt Acres y las imágenes que sobreviven de esta pionera película se conservan en el Museo de Ciencias de Londres, El primer velero transatlántico en pasar por el recién abierto canal fue 'Lilly', comandado por Johan Pitka. Lilly. una barca de fabricación inglesa, era un velero de madera de aproximadamente 390 toneladas construido en 1866 en Sunderland, Tenía una eslora de unos 38.86 m, una manga de 8.74 m, un calado de 5.36 m y una quilla de 9.75 m.
A fin de satisfacer el creciente tráfico y las demandas de la Marina Imperial Alemana, la anchura se aumentó entre 1907 y 1914. La ampliación del canal permitía ya el paso de barcos de guerra Dreadnought. Los proyectos de ampliación se completaron con la instalación de dos grandes esclusas en Brunsbüttel y Holtenau.
Tras la Primera Guerra Mundial, el Tratado de Versalles de 1919 internacionalizó el canal y lo declaró abierto a los buques de comercio y guerra de todas las naciones en paz con Alemania, dejándolo bajo administración germana. Alemania anuló ese estatus internacional en dos oportunidades: 1936 y 1945. Después de la derrota sufrida por el III Reich en la Segunda Guerra Mundial, el canal quedó reabierto a todo tipo de tráfico. 
Actualmente el canal está abierto a toda embarcación, aunque existen ciertas restricciones a su uso de naves de grandes dimensiones como portaaviones o grandes petroleros.

## Características y operación
El canal de Kiel está compuesto por una vía artificial de agua de 98,637 km de longitud, con una anchura de 45 m y una profundidad de 11 m de media. Situado al norte de la ciudad de Hamburgo, recorre el territorio alemán desde Holtenau, cerca de la ciudad de Kiel, a orillas del mar Báltico hasta Brunsbüttel, en el mar del Norte.
Hay reglas de tráfico detalladas para el canal. Cada vehículo en tránsito se clasifica en uno de seis grupos de tráfico de acuerdo con sus dimensiones. Los buques más grandes están obligados a aceptar pilotos y timoneles especializados del canal, y en algunos casos incluso la asistencia de un remolcador. Por otra parte, existen regulaciones con respecto al paso de los barcos que vienen en sentido contrario. También se puede requerir que los buques más grandes amarren en los bolardos provistos a intervalos a lo largo del canal para permitir el paso de los buques que se aproximan. Se aplican reglas especiales a las embarcaciones de recreo.
Mientras que la mayoría de los grandes cruceros modernos no pueden pasar a través de este canal debido a los límites de gálibo debajo de los puentes, el crucero SuperStar Gemini tiene desde 1998 la chimenea y el mástil del radar plegables para poder pasar por debajo de los puentes vehiculares.

## Galería de imágenes

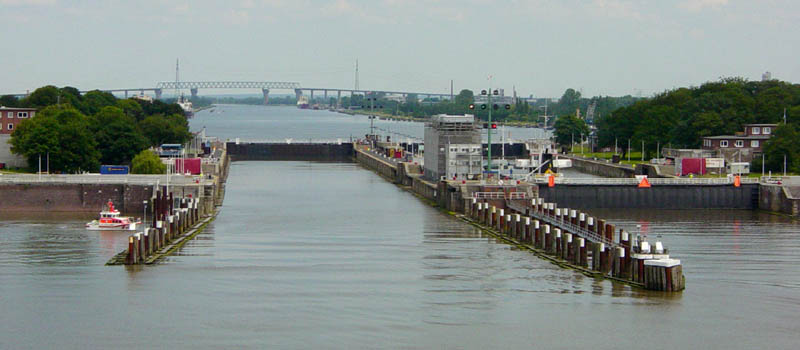
Compuertas del mar del Norte en el río Elba (Brunsbüttel).
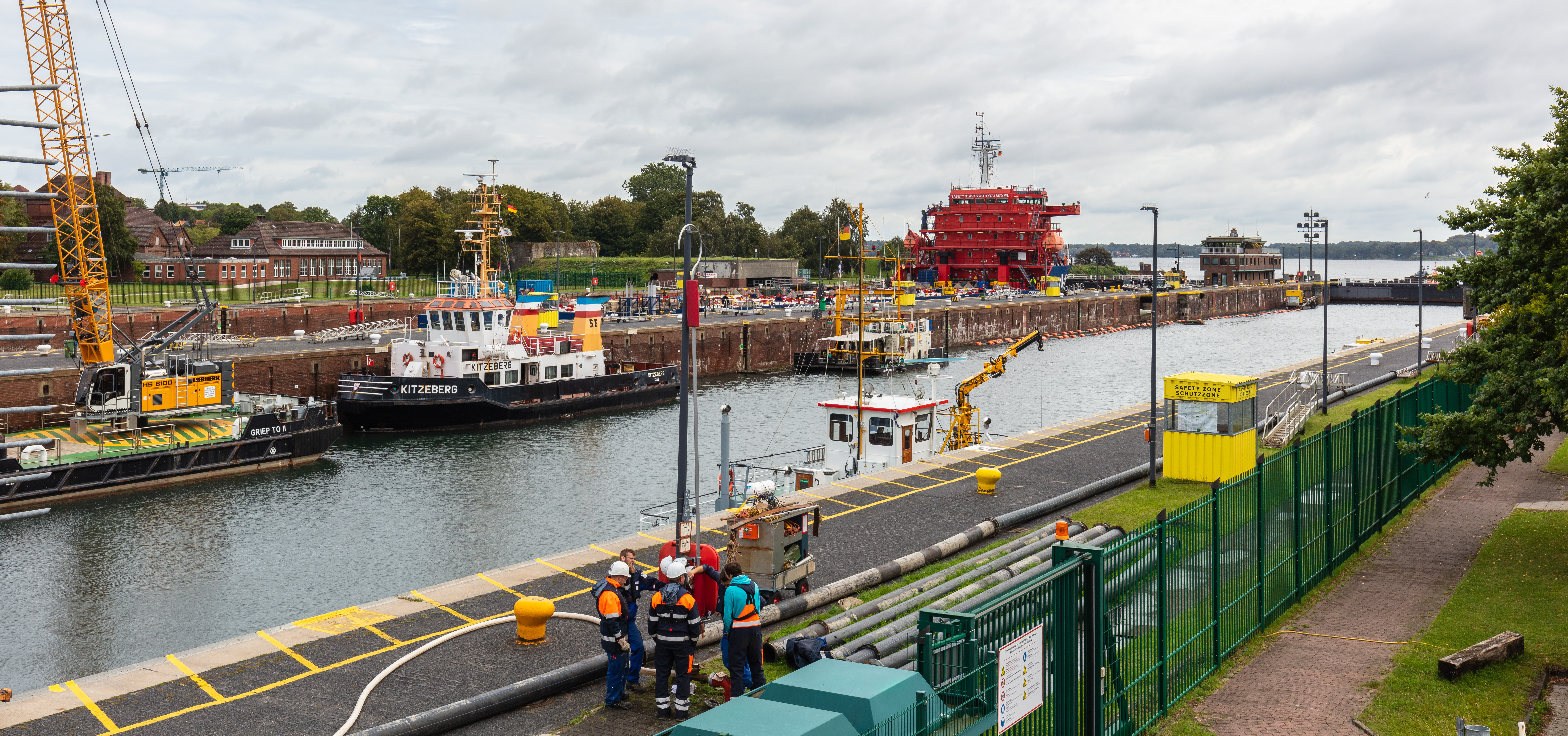
Vista del canal dirección al mar.
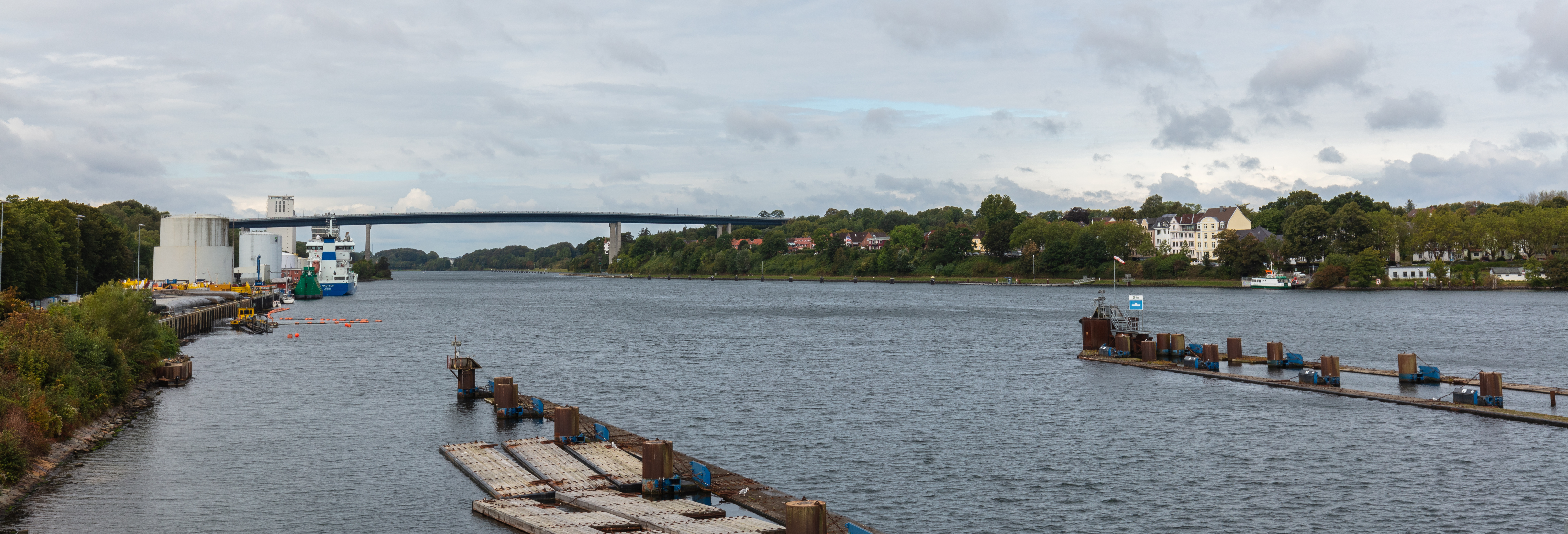
Vista del canal dirección contraria.
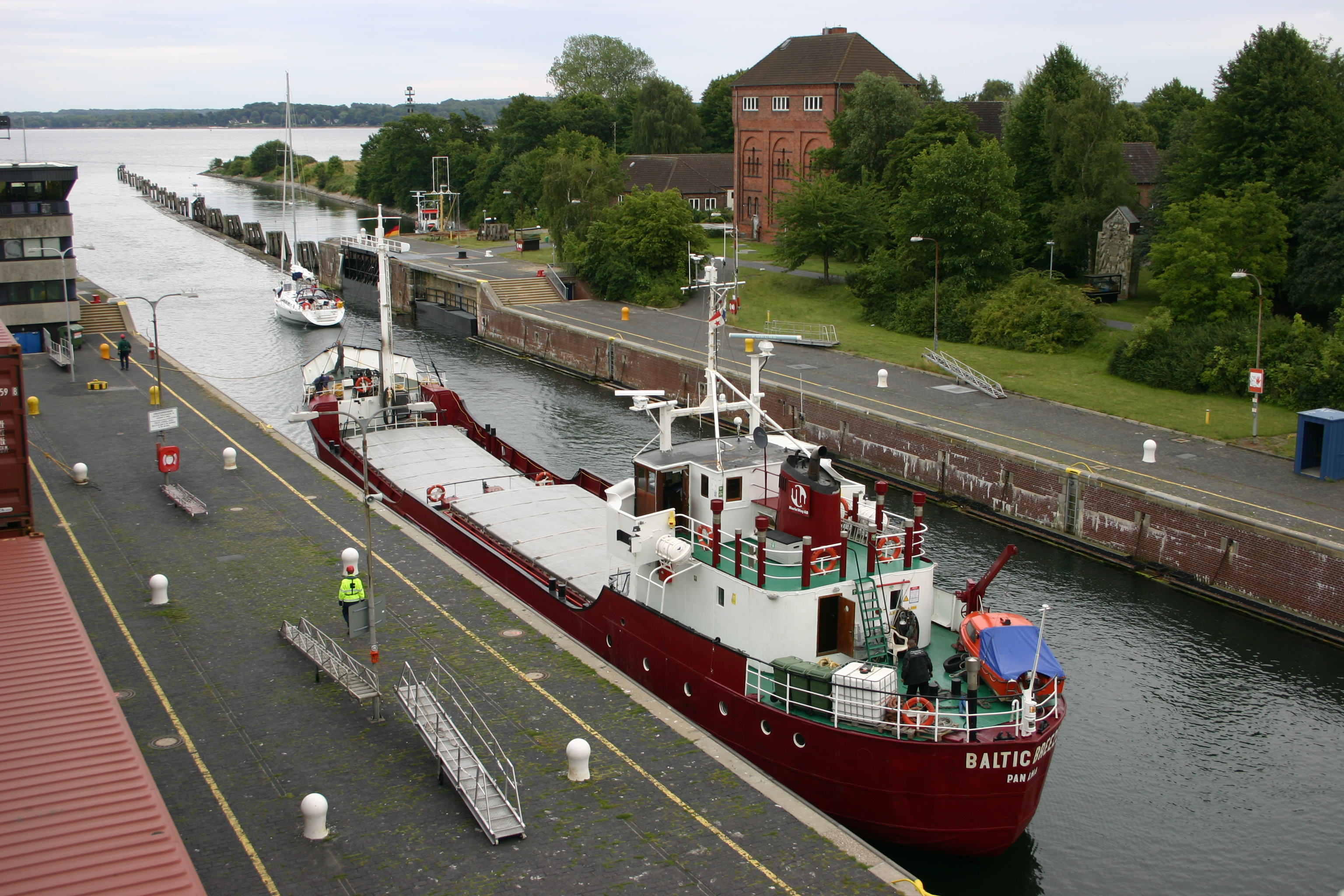
Las pequeñas esclusas de Kiel-Holtenau